# Качур, Роман Владимирович
Рома́н Влади́мирович Ка́чур (укр. Роман Володимирович Качур; 25 сентября 1984, Сумы) — украинский военнослужащий, полковник, участник российско-украинской войны. Герой Украины (2022).

## Биография
Роман Качур родился 25 сентября 1984 года в городе Сумы. В 2005 году окончил Сумской военный институт ракетных войск и артиллерии.
С 2014 по 2018 год занимал должность начальника артиллерии 81-й отдельной аэромобильной бригады Вооружённых сил Украины.
С марта 2018 по июль 2022 года командовал 55-й отдельной артиллерийской бригадой «Запорожская Сечь».
19 января 2025 года, после увольнения предыдущего начальника академии, генерал-лейтенанта Павла Ткачука, Роман Качур был назначен на должность начальника Национальной академии сухопутных войск имени гетмана Петра Сагайдачного. Назначение последовало после аудита, выявившего многочисленные нарушения в академии, включая жалобы курсантов на травлю, унижения и плохие условия обучения.

## Награды
- Звание «Герой Украины» с удостоением ордена «Золотая Звезда» (12 мая 2022) — за личное мужество и героизм, проявленные в защите государственного суверенитета и территориальной целостности Украины, верность военной присяге[3].
- Орден Богдана Хмельницкого I степени (31 марта 2022) — за личное мужество и высокий профессионализм, проявленные в защите государственного суверенитета и территориальной целостности Украины, верность военной присяге[4].
- Орден Богдана Хмельницкого II степени (18 марта 2022) — за личное мужество и высокий профессионализм, проявленные в защите государственного суверенитета и территориальной целостности Украины, верность военной присяге[5].
- Орден Богдана Хмельницкого III степени (25 апреля 2016) — за личное мужество и высокий профессионализм, проявленные в защите государственного суверенитета и территориальной целостности Украины, верность военной присяге[6].